# Rotes Wasser von Olfen mit angrenzenden Flächen
Rotes Wasser von Olfen mit angrenzenden Flächen este o arie protejată (arie specială de conservare — SAC, sit de importanță comunitară — SCI) din Germania întinsă pe o suprafață de 20,18 ha, integral pe uscat.

## Localizare
Centrul sitului Rotes Wasser von Olfen mit angrenzenden Flächen este situat la coordonatele 49°36′27″N 8°53′19″E / 49.6075°N 8.8886°E.

## Înființare
Situl Rotes Wasser von Olfen mit angrenzenden Flächen a fost declarat sit de importanță comunitară în iunie 2000 pentru a proteja un număr necunoscut de specii din flora spontană și fauna sălbatică aflate în arealul zonei. Situl a fost protejat și ca arie specială de conservare în martie 2008.

## Biodiversitate
Situată în ecoregiunea continentală, aria protejată conține 4 habitate naturale: Ape stătătoare oligotrofe până la mezotrofe, cu vegetație de Littorelletea uniflorae și/sau de Isoëto-Nanojuncetea, Pajiști uscate europene, Formațiuni ierboase bogate în specii de Nardus, dezvoltate pe substraturi silicioase în zone montane (și în zone submontane, în Europa continentală), Mlaștini turboase de tranziție și turbării mișcătoare.
La baza desemnării sitului se află un număr nedeclarat de specii protejate.
Pe lângă speciile protejate, pe teritoriul sitului au mai fost identificate 38 de specii de plante, 1 specie de amfibieni, 5 specii de nevertebrate.